# Дан Акройд
Даниъл Едуард Акройд (на английски: Dan Aykroyd) е канадски комик, актьор, режисьор и сценарист. 

## Биография
Роден е на 1 юли 1952 г. в Отава, Канада. Бащата на Дан Акройд, Самюъл, е помощник заместник-министър на транспорта, а майка му Лорейн е изпълнителен секретар към канадското правителство. Дан учи в Университета Карлтън в Отава психология, криминалистика и политически науки. Първи прояви като театрален артист прави в рамките на трупата „Вторият град“ в Торонто. Полага началото на радиостанция с развлекателен характер „Къщата на блуса“. Проявява интерес към паранормалното, което го вдъхновява при изпълнение на роля във филма „Ловци на духове“.

## Избрана филмография
| Година | Филм                     | Оригинално заглавие       | Роля                             | Режисьор         |
| ------ | ------------------------ | ------------------------- | -------------------------------- | ---------------- |
| 1979   | 1941                     | 1941                      | Моторен сержант Франк Три        | Стивън Спилбърг  |
| 1980   | Блус Брадърс             | The Blues Brothers        | Елууд Блус, кръвен брат на Джейк | Джон Ландис      |
| 1983   | Зоната на здрача: Филмът | Twilight Zone: The Movie  | Пътникът                         | екип             |
| 1983   | Смяна на местата         | Trading Places            | Луис Уинторп III                 | Джон Ландис      |
| 1984   | Ловци на духове          | Ghostbusters              | д-р Реймънд Станц                | Айвън Райтман    |
| 1985   | Ние, шпионите            | Spies Like Us             | Остин Милбардж                   | Джон Ландис      |
| 1989   | Да возиш мис Дейзи       | Driving Miss Daisy        | Були Уертън                      | Брус Бересфорд   |
| 1991   | Моето момиче             | My Girl                   | Хари Сълтенфус                   | Хауърд Зийф      |
| 1995   | Каспър                   | Casper                    | Рей Станц                        | Брад Силбърлинг  |
| 1996   | Да почувстваш Минесота   | Feeling Minnesota         | Детектив Бен Костикян            | Стивън Бейгълман |
| 2001   | Пърл Харбър              | Pearl Harbor              | Капитан Харолд Търман            | Майкъл Бей       |
| 2001   | Еволюция                 | Evolution                 | губернатор на Аризона            | Айвън Райтман    |
| 2004   | Да пропуснеш Коледа      | Christmas with the Kranks | Вик Фрохмайер                    | Джо Рот          |
| 2008   | Корпорация Война         | War, Inc.                 | Бившият вицепрезидент            | Джошуа Сефтъл    |
| 2015   | Пиксели                  | Pixels                    | 1982 шампионат MC                | Крис Кълъмбъс    |
| 2016   | Ловци на духове          | Ghostbusters              | Шофьор на такси                  | Пол Фейг         |